# Lake Campbell
Der Lake Campbell ist ein unregelmäßig geformter See mit einem Durchmesser von rund 200 m an der Ingrid-Christensen-Küste des ostantarktischen Prinzessin-Elisabeth-Lands. Er liegt dort in den Vestfoldbergen.
Das Antarctic Names Committee of Australia benannte ihn 1991 nach dem Limnologen Peter J. Campbell, der 1975 auf der Davis-Station tätig war und Gewässerstudien in den Vestfoldbergen betrieben hatte.